# Krångsjön
Krångsjön är en sjö i Sollefteå kommun i Ångermanland och ingår i Ångermanälvens huvudavrinningsområde. Sjön har en area på 0,302 kvadratkilometer och ligger 218,1 meter över havet. Sjön avvattnas av vattendraget Kvarnån.

## Delavrinningsområde
Krångsjön ingår i det delavrinningsområde (703587-154902) som SMHI kallar för Utloppet av Krångsjön. Medelhöjden är 250 meter över havet och ytan är 3,98 kvadratkilometer. Räknas de 4 avrinningsområdena uppströms in blir den ackumulerade arean 13,02 kvadratkilometer. Kvarnån som avvattnar avrinningsområdet har biflödesordning 3, vilket innebär att vattnet flödar genom totalt 3 vattendrag innan det når havet efter 92 kilometer. Avrinningsområdet består mestadels av skog (69 procent). Avrinningsområdet har 0,31 kvadratkilometer vattenytor vilket ger det en sjöprocent på 7,7 procent.